# Beneil Dariush
Beneil Khobier Dariush, född 6 maj 1989 i Gol Tappeh, Iran, är en amerikansk- iransk MMA-utövare med assyrisk ursprung som tävlar i organisationen Ultimate Fighting Championship (UFC) i viktklassen lättvikt.

## MMA-karriär

### Tidig karriär
Dariush gjorde sin MMA-debut i november 2009. Under sina år innan UFC gick han obesegrad med sex vinster. Alla vinsterna, förutom den första, var genom TKO eller submission.

### UFC
I januari 2014 gjorde Dariush sin debut i UFC. Han var först tänkt att motståndaren i debuten skulle vara Jason High, High meddelade dock senare att han på grund av sjukdom inte kunde ställa upp. Dariush ställdes då istället mot Charlie Brenneman, och vann genom submission i första ronden.
Fyra månader senare ställdes han emot Ramsey Nijem, där han förlorade genom TKO i första ronden. 
I sitt tredje framträdande i UFC vann han mot Tony Martin genom submission i andra ronden. 
I oktober 2014 ställdes Dariush emot Carlos Diego Ferreira i UFC 179, som ägde rum i Rio de Janeiro, en match som han också vann efter enhälligt domslut.
Den 14 mars 2015 mötte Dariush Daron Cruickshank vid UFC 185. En match Dariush vann via rear-naked i andra ronden och en match som gav honom karriärens första Performance of the Night bonus.

### UFC 280
Beneil Dariush dedikerade sin vinst till det iranska folket och deras frihetskamp mot islamiska republiken efter hans vinst mot Mateusz Gamrot under UFC 280